# NGC 676
NGC 676 је лентикуларна галаксија у сазвежђу Рибе која се налази на NGC листи објеката дубоког неба.
Деклинација објекта је + 5° 54' 22" а ректасцензија 1h 48m 57,2s. Привидна величина (магнитуда) објекта NGC 676 износи 11,9 а фотографска магнитуда 12,8. Налази се на удаљености од 19,5000 милиона парсека од Сунца. NGC 676 је још познат и под ознакама UGC 1270, MCG 1-5-34, CGCG 412-28, ARAK 57, PGC 6656.